# أمير سلمان شاهرخ (فلم)
أمير سلمان شاهرخ هو فيلم ساخر هندي باللغة الهندية صدر عام 2016 من إخراج إقبال سليمان وإنتاج راجو راهيكوار. الفيلم من بطولة راجو راهكور الذي يشبه الممثل شاهرخان، وساجار باندي الذي يشبه الممثل سلمان خان، وديوشيش غوش الذي يشبه الممثل عامر خان. 

## طاقم التمثيل
- راجو راهيكور في دور شاهرخان[4]
- ساجار باندي في دور سلمان خان
- ديواشيش غوش في دور عامر خان

## ملخص القصة
يولد ثلاثة أطفال توائم في وقت واحد، وعندما يكبرون يكتشفون أنهم يشبهون نجوم بوليوود شاهرخان وسلمان خان وعامر خان.

## الروابط الخارجية
- أمير سلمان شاهرخ  في قاعدة بيانات الأفلام على الإنترنت (بالإنجليزية)